# Mauricio Aros
Mauricio Fernando Aros Bahamonde (* 9. März 1976 in Punta Arenas) ist ein ehemaliger chilenischer Fußballspieler. Der Linksverteidiger wurde 2002 mit Feyenoord Rotterdam UEFA-Cup-Sieger und spielte 27-mal für die Nationalmannschaft Chiles.

## Karriere

### Vereinskarriere
Mauricio Aros begann in der Jugend von Deportes Concepción, für das er 1994 debütierte. Er blieb bis 1997 bei dem Verein, ehe der Wechsel zu Universidad de Chile zustande kam. Mit La U gewann Aros die Copa Chile 1998, die Meisterschaft 1999 und 2000 sogar das Double aus Meisterschaft und Copa Chile. 2001 wagte Aros den Schritt nach Europa und spielte für den niederländischen Klub Feyenoord Rotterdam, mit dem er den UEFA-Pokal 2001/02 gewinnen konnte, wobei er im Finale nicht eingesetzt wurde. Nach der Saison, in der Aros nicht viel Spielzeit bekam, wechselte der 1,81 m große Defensivspieler nach Israel zu Maccabi Tel Aviv. Mit dem Klub, für den er 15 Ligaeinsätze verzeichnen konnte, gewann er die Meisterschaft 2002/03. Nach der Saison verließ Aros Maccabi aufgrund von Differenzen mit Trainer Nir Klinger, spielte noch eine Saison bei al-Hilal in Saudi-Arabien und kehrte 2004 nach Chile zurück.
In Chile spielte Aros für den CD Huachipato, den CD Cobreloa und für Universidad de Concepción, mit denen Aros zum dritten Mal die Copa Chile gewinnen konnte. 2010 wechselte er zum CD O’Higgins und spielte seine beiden letzten Saisons bei Unión Temuco, wo er nach dem Achtelfinalspiel in der Copa Chile im November 2012 seine Karriere beendete.

### Nationalmannschaftskarriere
Für die chilenische Nationalmannschaft spielte Mauricio Aros erstmals im April 1998 beim Freundschaftsspiel gegen Litauen. Er gehörte zum Kader von Nationaltrainer Nelson Acosta bei der Weltmeisterschaft 1998, kam in den Vorrundenspielen gegen Italien, Österreich und Kamerun aber nicht zum Einsatz. Nach drei Unentschieden und als Gruppenzweiter erreichte Chile das Achtelfinale gegen Brasilien. Dort spielte Aros 90 Minuten, konnte die 1:4-Niederlage aber nicht verhindern.
Aros nahm drei Mal an der Copa América teil. Seine erste Teilnahme war bei der Copa América 1999, bei der der Linksverteidiger fünf der sechs Spiele absolvierte. Chile kam in der Gruppe als Dritter ins Viertelfinale, in dem das Team von Nelson Acosta Kolumbien besiegte. Im Halbfinale scheiterte La Roja im Elfmeterschießen an Uruguay, wobei Aros einen Elfmeter seines Teams verschoss, und wurde letztlich Vierter. Die Vorrunde der Copa América 2001 beendete Chile als Gruppenzweiter hinter Kolumbien. Aros kam bei den beiden Siegen gegen Ecuador und Venezuela als Startelfspieler zum Einsatz. Bei der 0:2-Niederlage im Viertelfinale gegen Mexiko spielte er nicht. Die Copa América 2004 war sein letztes Turnier. Chile schied in der Gruppenphase als letzter mit nur einem Punkt aus drei Spielen aus. Die Einwechslung für Rodrigo Pérez bei der 1:2-Niederlage gegen Costa Rica im dritten Gruppenspiel war der letzte Einsatz von Aros in der Nationalmannschaft.

## Erfolge

### Spieler
Universidad de Chile
- Chilenischer Meister: 1999, 2000
- Chilenischer Pokalsieger: 1998, 2000

Feyenoord Rotterdam
- UEFA-Cup-Sieger: 2001/02

Maccabi Tel Aviv
- Israelischer Meister: 2002/03

Universidad de Concepción
- Chilenischer Pokalsieger: 2008/09